# Albertops
Albertops is een geslacht van hooiwagens uit de familie Epedanidae.
De wetenschappelijke naam Albertops is voor het eerst geldig gepubliceerd door Roewer in 1938. 

## Soorten
Albertops is monotypisch en omvat slechts de volgende soort:
- Albertops robustus